# El Tatio

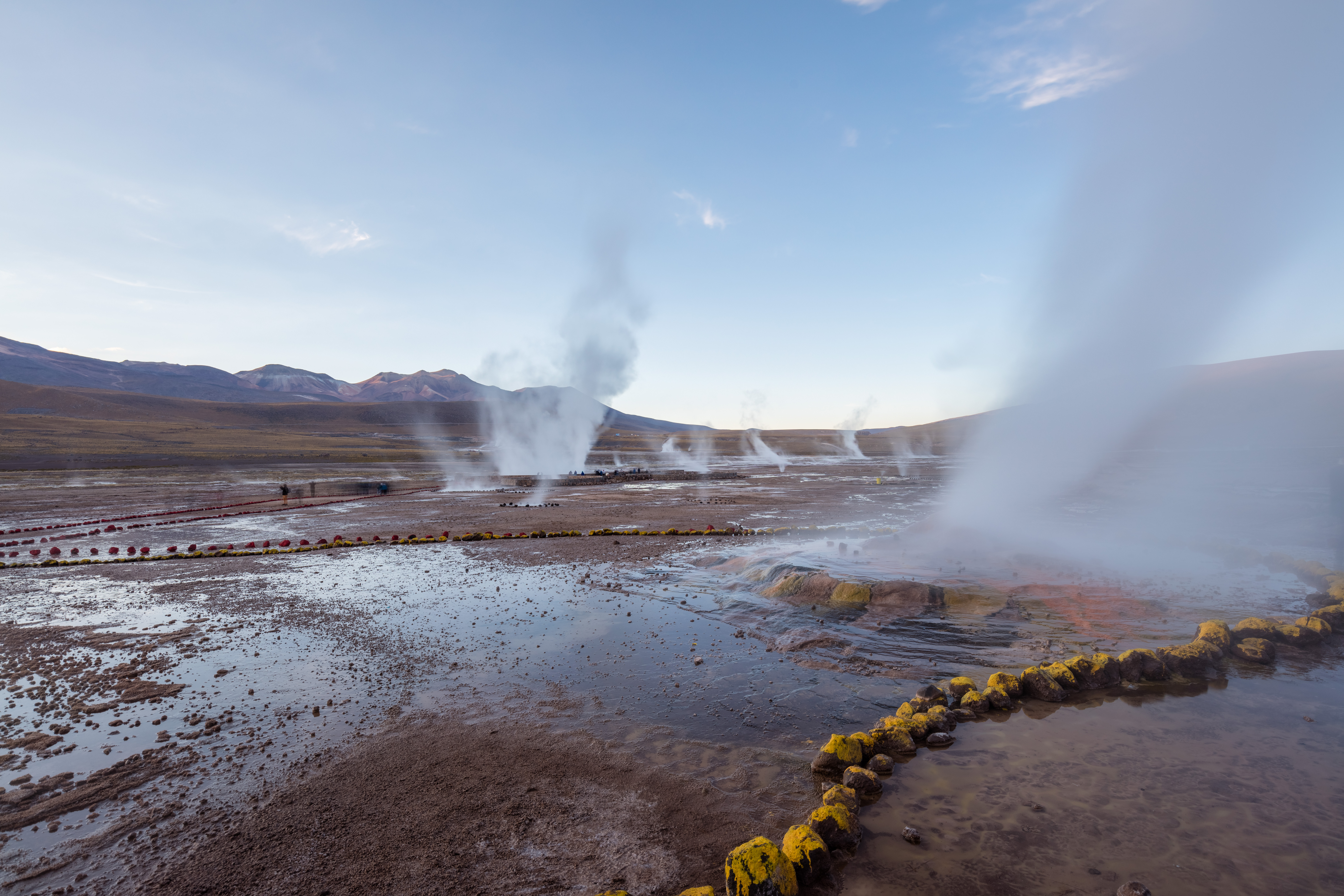
El Tatio

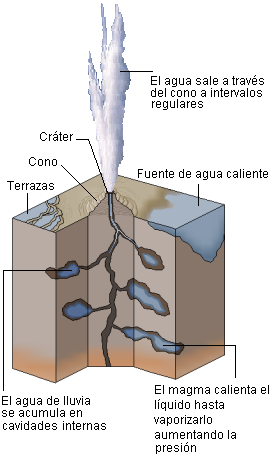
Funcionamiento de un géiser

El Tatio (del kunza Tata-iu, que significa 'el abuelo que llora') es un campo de géiseres ubicado en los montes andinos del norte de Chile, en la Región de Antofagasta, a unos 4200 m s. n. m. Es el grupo más grande de géiseres del hemisferio sur y el tercero más grande del mundo, tras Yellowstone (Estados Unidos) y Reserva natural Kronotski (Rusia).

## Características
El Tatio tiene cerca de 80 géiseres, aproximadamente un 8% de los existentes en el mundo. A pesar del número de géiseres las erupciones no son de gran altura, alcanzando una media de 76 centímetros. El agua emerge a unos 86 °C de temperatura, que es su punto de ebullición a esta altura. Se estima que el lugar es visitado por cerca de 100.000 turistas cada año. Las personas generalmente hacen un recorrido por el Desierto de Atacama y el pueblo de San Pedro de Atacama antes de ir a El Tatio.
El depósito de agua está dentro de las rocas volcánicas, cubierto por capas impermeables; las fallas conducen el agua caliente a la superficie. Se ignora cuál sea la fuente de calor, pero quizá sea un magma o una intrusión ignea.

## Geología

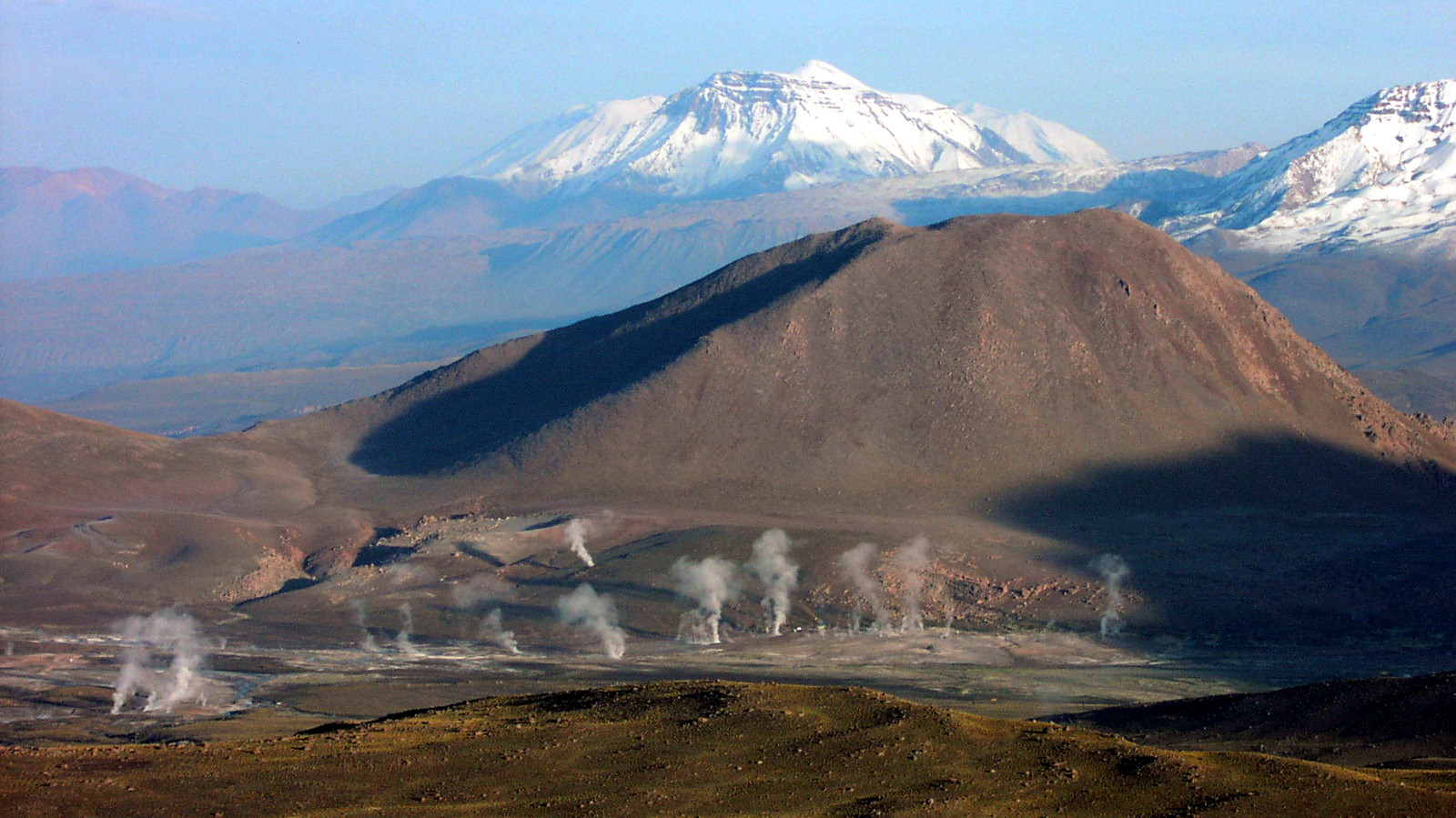
Vista general de la Cuenca del Tatio, Cerro Soquete.

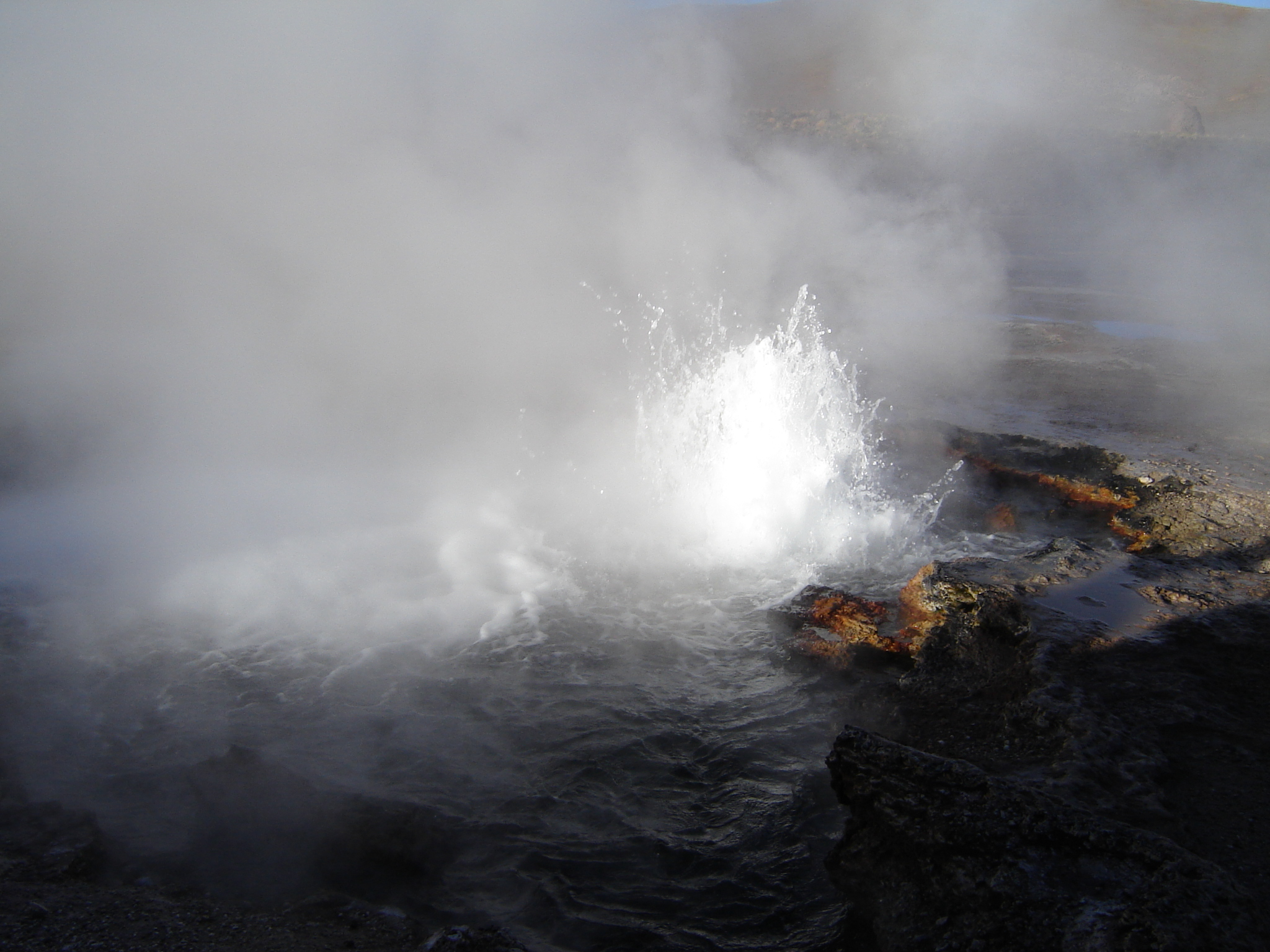
Un géiser de cerca.

De acuerdo a un estudio realizado el año 2002, por la Asociación de Estudios y Observación de Géiseres (GOSA) , este campo geotérmico se compone de 100 manantiales hasta ahora inventariados, de los cuales corresponden a 80 géiseres activos o verdaderos y cerca de 30 son manantiales de erupción perpetua. 
La altura media de los manantiales es de 69 centímetros, mientras que la altura media de los géiseres verdaderos es de 76 centímetros en promedio. Los géiseres verdaderos del Tatio representan el 8% del total a nivel mundial.
El campo geotermal el Tatio comprende un área de 10 km², compuesta por las fuentes termales y terrazas sinter, está ubicado a una altitud de 4.290 m s. n. m. lo que lo posiciona como el campo geotérmico más alto del mundo y en cuanto a extensión es el más grande de Sudamérica y el tercero más grande a nivel mundial.
Está emplazado en la parte superior de una fosa tectónica o graben de alrededor de 4 kilómetros de ancho por 6 kilómetros de largo, que conforman el valle del Tatio y está flanqueado por el sector este por un horst o macizo tectónico denominado Serranía Tucle-Loma Lucero, compuesto por estratovolcanes andesíticos y que conforman el límite geográfico natural con Bolivia. Mientras que por el oeste está flanqueado por el denominado grupo Volcánico El Tatio, conformado principalmente por domos riolíticos .
El lugar del emplazamiento del graben, posee un relleno de rocas volcánicas de 800 a 2000 metros de espesor. Gracias a la existencia de tobas e ignimbritas relativamente impermeables, el agua caliente se desplaza hasta el lugar donde afloran debido a la presencia de fracturas en disposición NW-SE y NE-SW y que permiten que el agua caliente surja en forma controlada.
Las aguas del campo geotérmico provienen de un área localizada al Este-Sur Este del lugar donde se encuentran los géiseres. Esta área posee una superficie de entre 12 a 20 kilómetros cuadrados de extensión. El agua se desplaza en forma lateral desde esta área hasta el campo geotérmico a través de tres acuíferos denominados ignimbritas Puripica, Salado y dacita Tucle. Estas aguas calientes están alimentadas por las calderas de Pastos Grandes y Guacha.
Zonas del campo geotérmico del Tatio

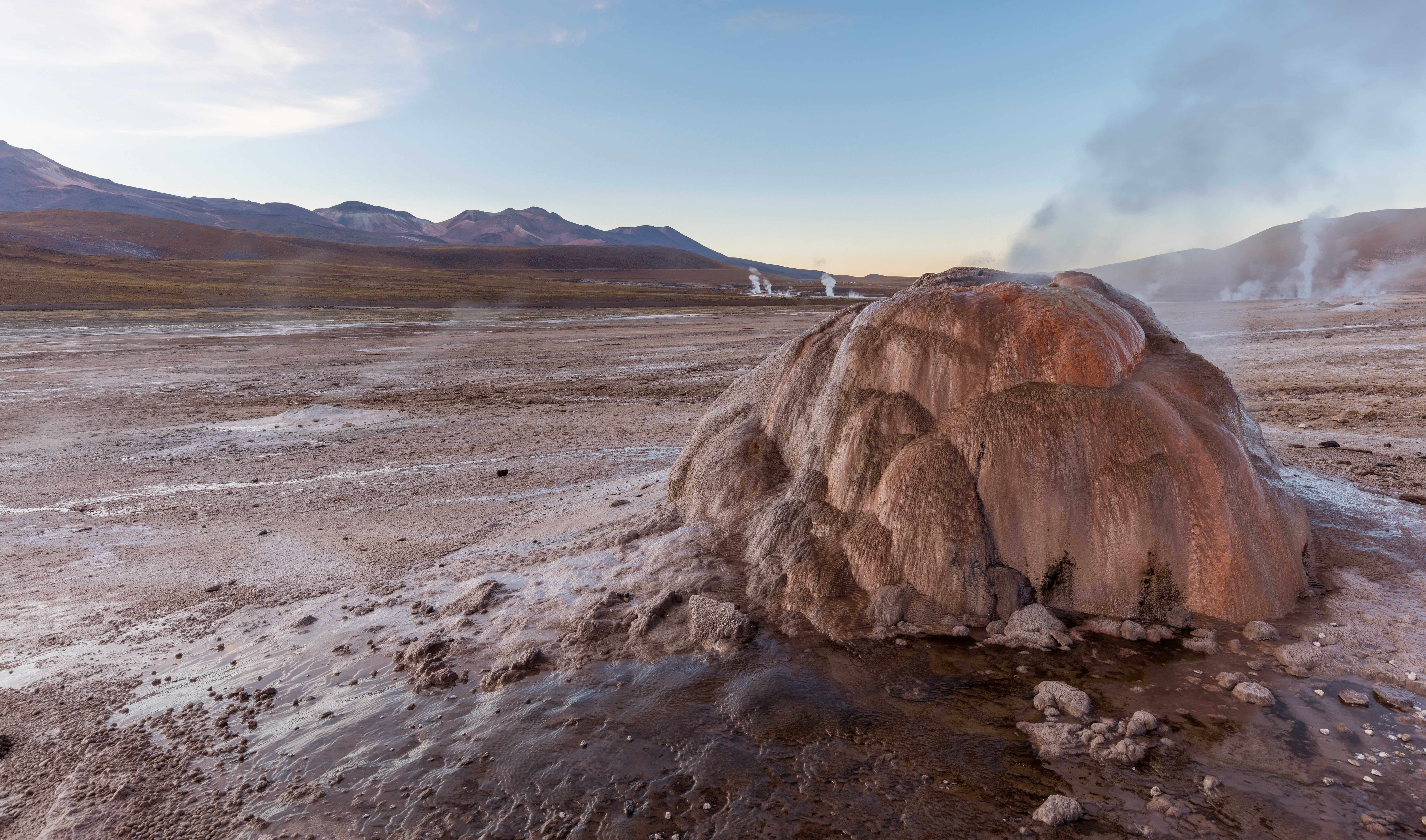
Géiser y cono en el sector de la Terraza Principal.

El campo geotérmico del Tatio posee tres zonas con características distintas:
La Terraza Principal, ubicada cerca de la pendiente del valle y se caracteriza por ser la más grande, con una extensión promedio de 5 kilómetros cuadrados, que permite la descarga del agua y que pose grandes terrazas sinter. Aquí se encuentran los conos más grandes (activos e inactivos), así como el géiser más alto del campo hasta ahora observado que ha alcanzado hasta 5 metros de altura y la concentración mayor de géiseres verdaderos, algunos de los cuales tienen aparentemente intervalos predecibles.
La Terraza Media, es una explanada ubicada inmediatamente al sur de la Terraza Principal, compuesta principalmente de sílice, en esta terraza se encuentran las pozas o piscinas de hasta 3 metros de profundidad con erupciones como una fuente, Sus erupciones son cortas y continuas, presentando erupciones de carácter errático tanto en intervalos de tiempo como en altura.
La Terraza Inferior o también conocido comúnmente como ‘Grupo del Río’, se encuentra localizada junto al Río Salado y se ubica 2 kilómetros río abajo de la Cuenca Media. En este sector hay muy poca acumulación de sílice, ya que existen algunos géiseres subterráneos y alrededor de 10 manantiales con erupciones muy próximas al río y que alcanzan alturas de 1 a 3 metros. Algunas de estas erupciones surgen desde el interior de los canales del río y expulsan sedimentos hacia sus orillas.

## Historia
Luis Risopatrón describe en su Diccionario Jeográfico de Chile de 1924 dos accidentes geográficos:: 871 
Tátio (Arroyo de) 22° 21' 68° 03' Es de mui buena agua en sus oríjenes, corre hacia el N, baña las vegas del mismo nombre, recibe después de un corto trecho el agua caliente de un geyser i el agua salobre de un arroyito que viene del E i concluyó por afluir a los oríjenes del rio Salado; se ha observado en el mes de marzo, a 4 320 m de altitud, 13° i - 12,5 °C como temperaturas máxima i mínima bajo abrigo i 21° C como oscilación máxima en 12 horas. 116, p. 112. 179, 182 i 184; i 134.
Tátio (Cerros de) 22° 23' 67° 58' Son pintados, de rocas calizas i se levantan a 5 310 m de altitud, en los oríjenes del arroyo del mismo nombre, del rio Salado. 134; i 156; cordillera en 98, i. p. 240; i 116, p. 104; cerro en 98, carta de San Román (1892); i serranía en 11.6, p. 106; volcan de Tatio en 1. x, p. 215; i cerros en la carta de Bertrand (1884); i de Tatia en .66, p. 10 (Pissis, 1875).

## Controversia medioambiental

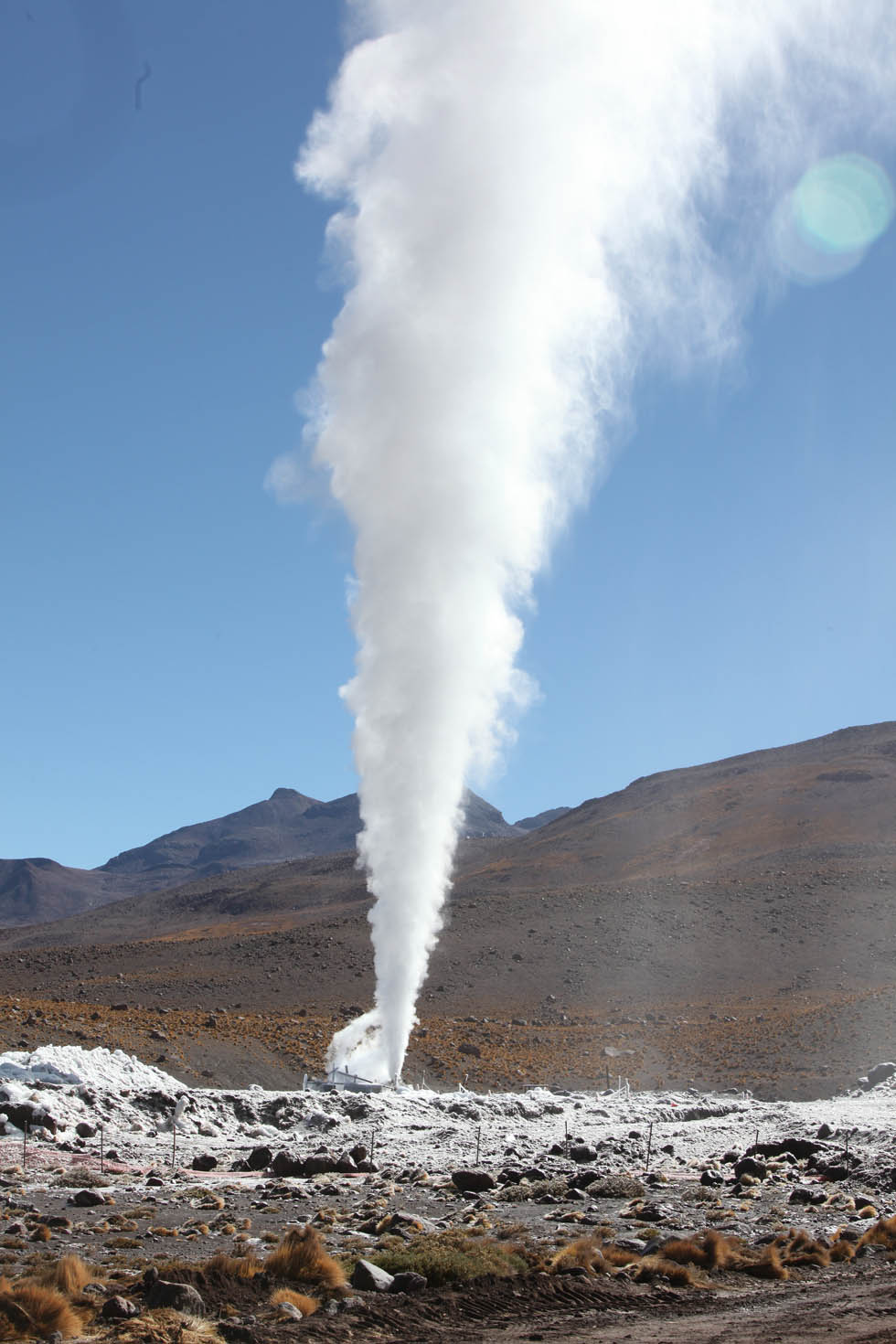
Daño generado por exploraciones del año 2009.

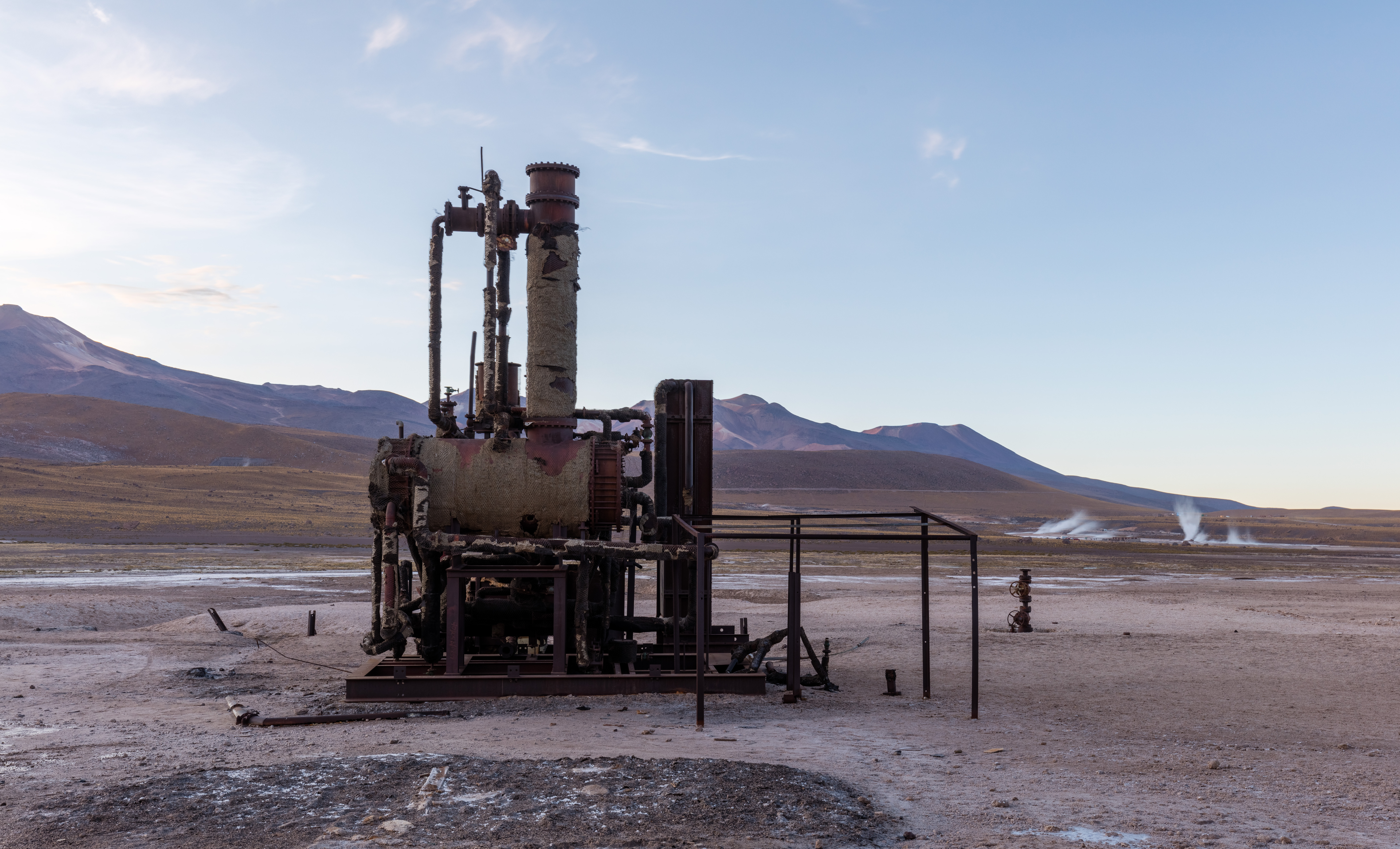
Antigua maquinaria de perforación.

El 3 de julio de 2008 la Comisión Regional del Medio Ambiente (Corema) de Antofagasta aprobó la primera fase de la exploración de recursos geotérmicos de una zona ubicada al sur del campo de géiseres del Tatio, por parte de la empresa Geotérmica del Norte. La medida fue criticada por el Consejo de Pueblos Atacameños, que alegó la falta de legitimación por parte del Estado para ceder las tierras y alertó además sobre el impacto que dicha medida podría tener sobre el ecosistema. El proyecto tenía como escenario la quebrada El Zoquete, que en los años 1970 había sido utilizada sin éxito por la Corfo con el fin de extraer energía geotérmica.
El 8 de septiembre de 2009, mientras la empresa realizaba labores de exploración en el terreno, se produjo una fuga de vapor y agua en uno de los pozos, la cual alcanzó los 60 metros de altura. La fuga tardó 27 días en ser controlada. El hecho alarmó a las autoridades y habitantes de la zona, quienes criticaron la explotación del lugar y el riesgo que esto significaba para el medio ambiente. Tras el incidente, la Comisión Regional del Medio Ambiente decidió dar por terminadas las labores de exploración de la empresa y le aplicó una multa de 5.500 UTM, debido a "fallas en los procedimientos, en la seguridad de los trabajadores y sistemas de control".
A raíz del incidente se llevó a cabo una investigación para determinar las consecuencias que tuvo en el medio ambiente. Una vez finalizada la investigación, el Consejo de Defensa del Estado descartó demandar a la empresa Geotérmica del Norte, ya que según los antecedentes recogidos no se produjo daño ambiental.

## Flora del Tatio

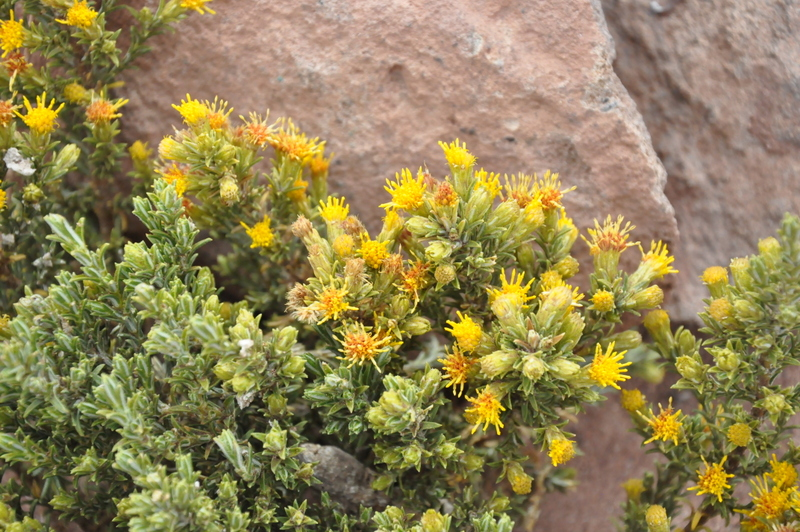
Senecio en el sector de Machuca.

El área entre San Pedro de Atacama y El Tatio se encuentra en la denominada región biogeográfica de la Estepa Alto-Andina que se caracteriza por su rango altitudinal, que se desarrolla entre los 3.000 a 5000 m.s.n.m. con alta aridez y un corto período vegetativo. En los meses de enero y febrero, en pleno verano, esta área se ve afectada por lluvias debido a la influencia del clima tropical, es el llamado invierno altiplánico.
La parte más próxima a San Pedro de Atacama, entre los 3000 ms.n.m. y los 4.000 m s. n. m., se encuentra la formación vegetacional denominada Estepa Arbustiva Pre-Puneña. Aquí el paisaje se caracteriza por la presencia de pequeños arbustos aislados, algunos cactus y la denominada Paja amarilla Stipa frigida, una gramínea cespitosa que se alterna con el Coirón (Stipa chrysophylla).
Aquí es frecuente encontrar algunos cactus como el Kume o Chuchampe (Maihueniopsis conoidea), especie que aumenta a medida que se asciende. También es posible encontrar Puskayo (Cumulopuntia boliviana), el Oreganillo (Aloysia trifida) y un pequeño arbusto llamado Pingo pingo (Ephedra breana)

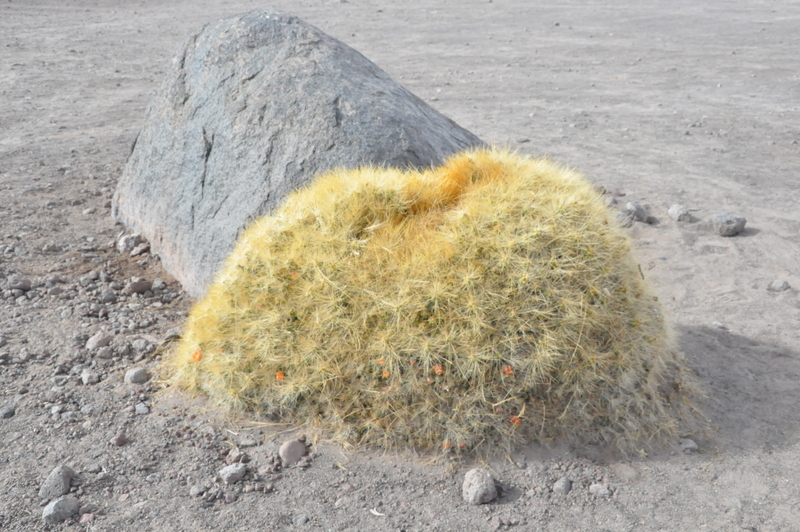
Puskayo una cactácea de altura en el sector de los géiseres del Tatio.

Junto a los caminos o en quebradas se encuentran algunas pequeñas plantas suculentas como el Básel Cistanthe celosioides, que destaca durante su floración gracias a sus vivos colores anaranjados, blancos, rojos y verde.
A esta altitud es posible especies como el Coralillo Lycium sp., el Romero Fabiana sp. y Fabiana densa y junto a algunas quebradas se encuentra el Vinagrillo Oxalis sp., una especie de trébol, así como también algunas especies de Baccharis sp., Senecio sp. y algunos arbustos de Adesmia sp.
En el camino es posible divisar algunos ejemplares de Cactus columnares o Cardones Trichocereus atacamensis, que junto a la Yareta Azorella compacta se encuentran en situación vulnerable en esta Región.
Más cerca de El Tatio, es frecuente encontrarse con especies como el Coirón (Stipa chrysophylla) la que es utilizada para cubrir los techos de las viviendas tradicionales, algo que se puede apreciar en la aldea de Machuca. Otra especie muy similar a la anterior es la llamada Paja Brava (Festuca orthophylla) esta última pasa a ser una especie más frecuente sobre los 4.300 m s. n. m.

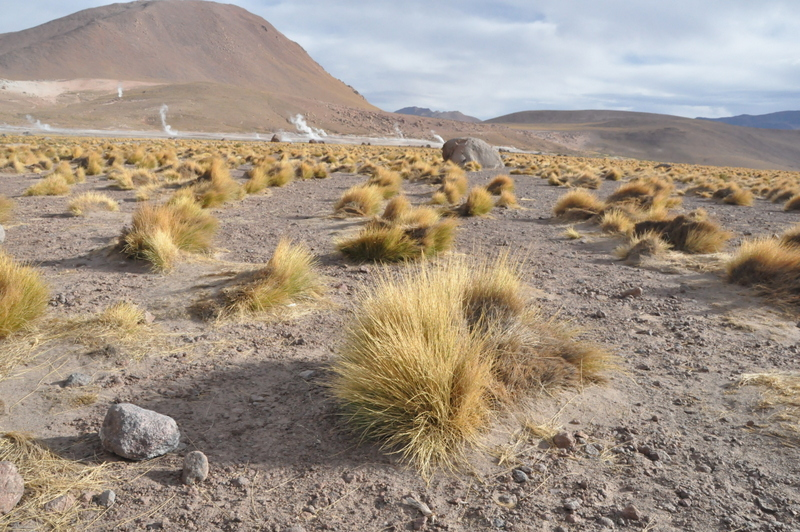
Paja brava, una gramínea común en el paisaje de la Estepa Alto Andina.

El área donde se encuentra el campo geotérmico del Tatio corresponde a otra formación vegetacional denominada Estepa Sub-Desértica de la Puna de Atacama, que se desarrolla entre los 4.300 m s. n. m. y se extiende hasta los 5000 m.s.n.m. Es un área está expuesta vientos fríos y secos y, además a la presencia de nieve durante los meses de invierno. Aquí la cobertura vegetal de gramíneas como el Coirón y la Paja Brava disminuyen en forma de mechones aislados, siendo esta última la que comienza a predominar en el paisaje.
En este sector es posible encontrar algunas plantas herbáceas: Khachujanki (Junellia tridactyla), Capachito o Zapatito (Calceolaria stellariifolia) y algunas fabáceas como el Tano tano o jarillo (Adesmia atacamensis), plantas arbustivas como la Ñaka tola (Baccharis incarum) Supu tola (Parastrephia quadrangularis) el Cachiyuyo (Atriplex atacamensis) muy utilizado por el ganado y la conocida Rica-rica (Aloysia deserticola) utilizada como hierba medicinal.
En los sectores de pajonal se encuentra el Marancel (Perezia atacamensis), la Chachacoma de Burro (Senecio puchii) y la Lenzia (Lenzia chamaepitys). Mientras que en los bofedales del sector se encuentra la Arenaria Arenaria rivularis, El Pak´(Oxychloe andina) y Zameioscirpus atacamensis.
Sobre los 4.700 m s. n. m. la vegetación disminuye drásticamente, solo algunas especies como la Junellia sp. florece tímidamente en estos fríos parajes durante la primavera.

## Fauna del Tatio

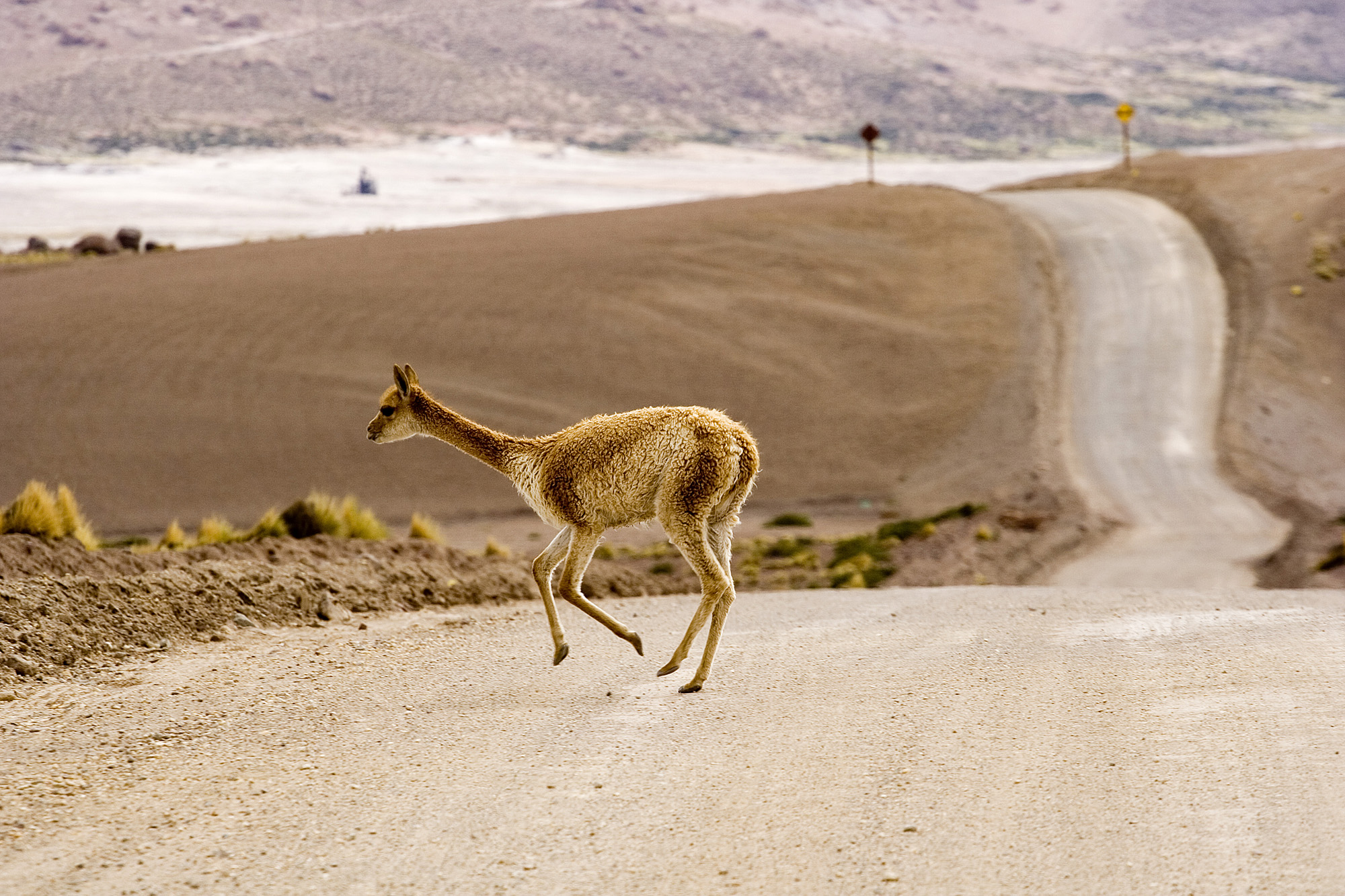
Vicuña en el camino hacia el Tatio.

La zona de la Estepa Alto Andina es un hábitat de muchas especies que viven en condiciones que son extremas para el hombre.
Mamíferos
En el camino entre El Tatio y Machuca es posible observar en algunos sectores escarpados y rocosos a las Vizcachas Lagidium viscacia, especie de roedor similar a los conejos y que está en peligro, y a las Vicuñas Vicugna vicugna, una pequeña especie silvestre de camélidos americanos de la familia de las Llamas, las que se encuentran en peligro y que es posible observar mientras pasen junto a los arroyos. Eventualmente, es posible divisar algún Zorro culpeo Lycalopex culpaeus, que es el único carnívoro que habita en este sector del altiplano y se alimenta de aves, roedores y reptiles.
Aves

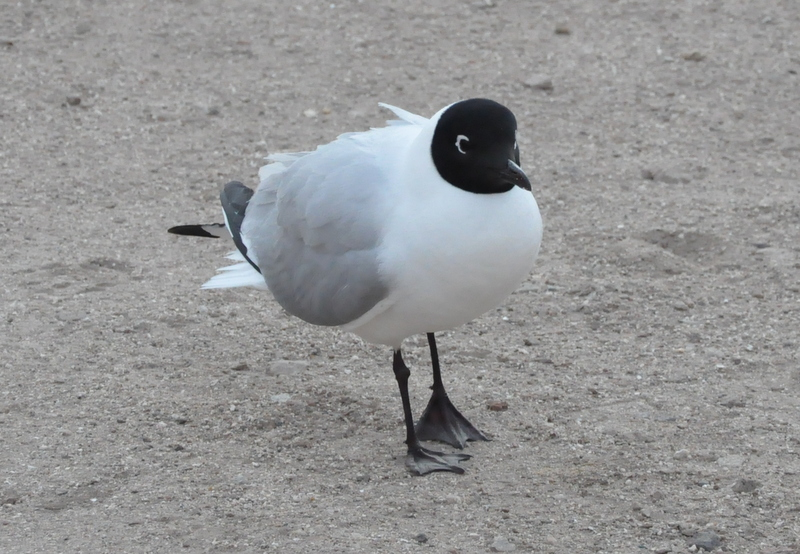
Gaviota andina, una especie fácil de observar en el Tatio.

En el sector del Tatio hay alrededor de 36 especies de aves, la mayoría son aves acuáticas se encuentran en sectores de humedales como Putana y Tocorpuri, entre ellos algunos flamencos. Hay tres especies de flamencos: el Flamenco chileno Phoenicopterus chilensis, la Parina grande Phoenicoparrus andinus y la Parina chica Phoenicoparrus jamesi.
También es posible observar al Piuquén o Guallata Chloephaga melanoptera, al Pato Juarjual Lophonetta specularioides, al Pato Puna Anas puna, al Playero de Baird Calidris bairdii y a la Tagua gigante Fulica gigantea.
En los sectores de matorral se encuentran la Perdiz de la Puna o Kiula Tinamotis pentlandii, Suri o Ñandú de la Puna Pterocnemia pennata, Carancho cordillerano 'Phalcoboenus megalopterus y al Cóndor Vultur gryphus.
Junto al campo geotérmico es fácil de observar a la Gaviota andina Larus serranus, muy fácil de distinguir por su cabeza negra y cuerpo blanco y a los pequeños Cometocinos del Norte Phrygilus atriceps, de color gris pizarra y amarillo. Estas especies no deben ser alimentadas por los visitantes.
Reptiles y Anfibios
A esta altura de se encuentran dos especies de lagartijas bastante comunes: la Lagartija de Bárbara Liolaemus barbarae, que habita en matorrales y se caracteriza por sus colores café y sus líneas longitudinales y la Lagartija andina Liolaemus andinus, especie algo más aplanada y gruesa con colores verdosos. Junto a los arroyos es posible encontrar al Sapo espinoso Bufo spinulosus, que posee algunas espinas perceptibles solo al tacto, la Rana de Vilama Telmatobius vilamensis y al famoso Sapo de Hall Telmatobius halli que vive muy próximo a los en los manantiales de agua caliente.

## Protección

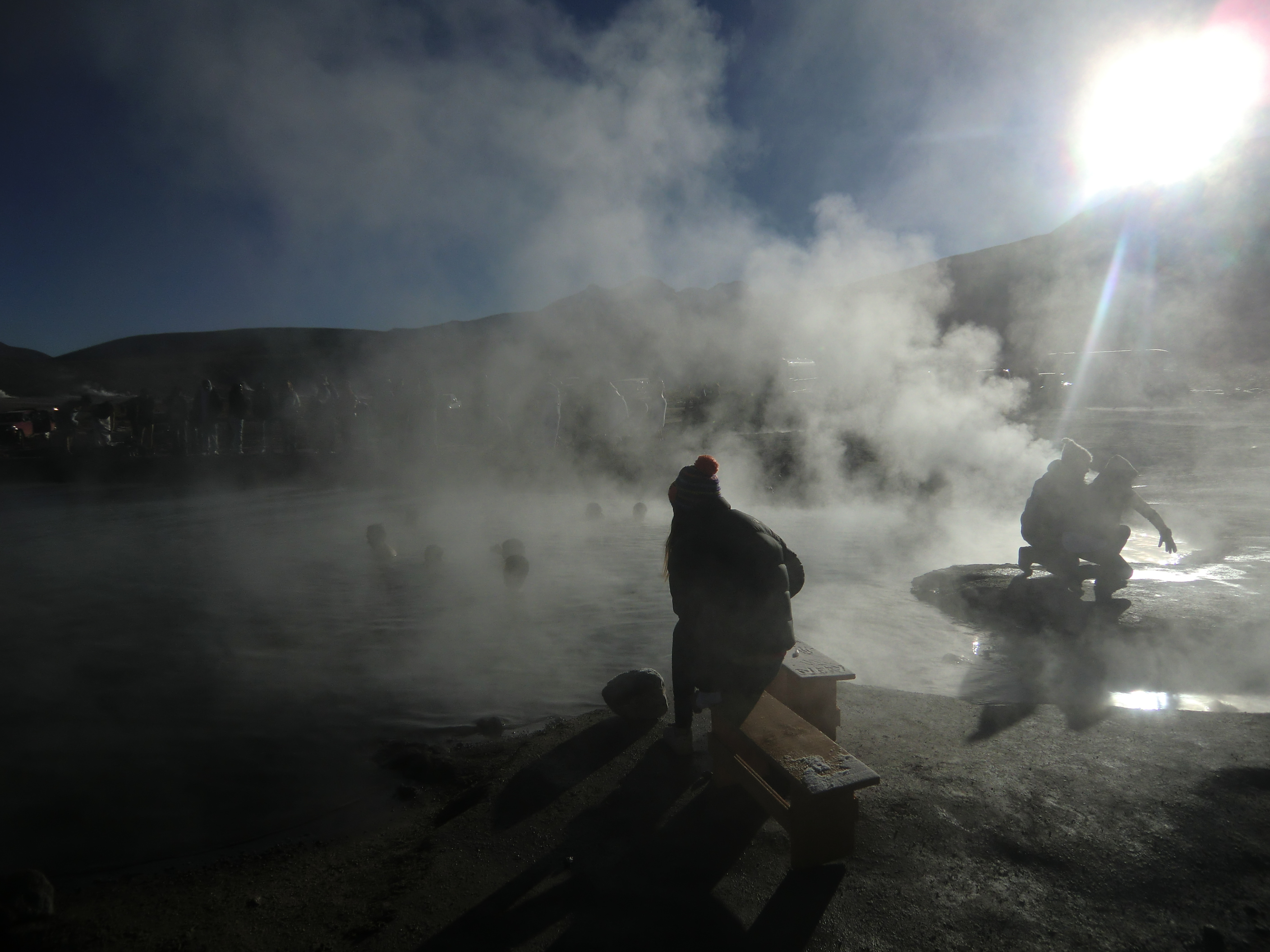
Aguas termales.

A raíz de la controversia ambiental, en diciembre de 2009 el Congreso Nacional de Chile aprobó un proyecto para declarar como Santuario de la Naturaleza al campo geotérmico de géiseres del Tatio, labor que quedó en manos del Consejo de Monumentos Nacionales.
En octubre de 2010, el presidente Sebastián Piñera anunció que los géiseres de El Tatio serían declarados zona natural protegida. La tarea fue asumida por el Ministerio de Agricultura, con la intención de incluir a los géiseres dentro de la categoría de parque nacional. Sin embargo, este proyecto no prosperó.
En el año 2011, existieron nuevas iniciativas de diputados chilenos para su declaración como parque nacional con la finalidad de evitar futuras explotaciones como energía geotérmicas.
Zona de interés turístico nacional
En el año 2002 se declaró este sector como parte integrante de la Zona de Interés turístico Nacional (ZOIT) al área de San Pedro de Atacama-Cuenca Geotérmica El Tatio por parte del Servicio Nacional de Turismo. Sin embargo, esta área fue derogada junto a otras 18, mediante un decreto exento del Ministerio de Economía en el último día de la administración del Presidente Piñera, firmado el día 10 de marzo de 2014. No obstante lo anterior, en abril del mismo año la nueva administración convoca al Comité de Ministros del Turismo quienes deciden revocar esta medida permitiendo mantener esta condición hasta la fecha.
Actualmente, es la Subsecretaría de Turismo la unidad a cargo de estas zonas de interés turístico nacional, según la Ley 20.423.

## Administración y equipamiento

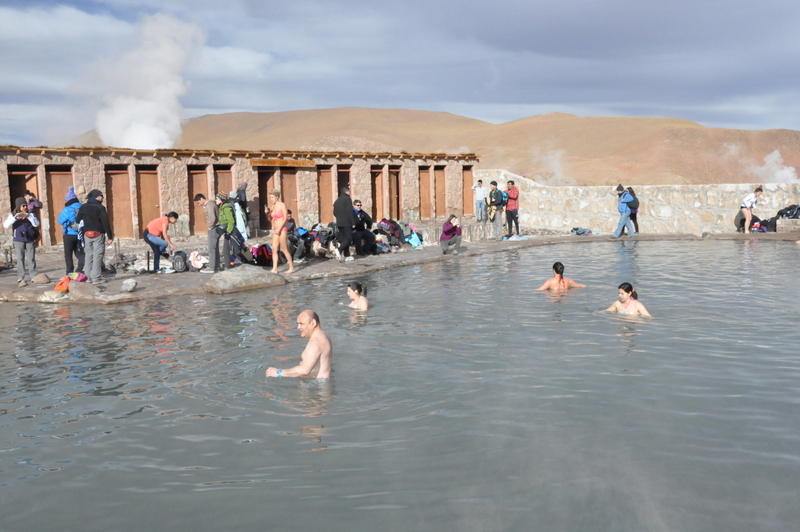
Instalaciones en sector de piscina termal.

El Parque geotérmico de Géiseres del Tatio fue entregado bajo concesión de uso gratuito por el Ministerio de Bienes Nacionales a las comunidades indígenas atacameñas de Toconce y Caspana en septiembre de 2014. Esta constituye una renovación de la primera concesión otorgada entre los años 2006-2014 y que se extenderá por un período de 30 años y contempla la administración de una superficie de 1.533 hectáreas ubicadas al interior de la comuna de Calama.
Equipamiento
En mayo de 2006 se inauguraron las obras que incluían una oficina para la administración, además de baños públicos para los visitantes, un área de control de acceso y una sala de enfermería, entre otras. El proyecto fue financiado en forma conjunta con recursos públicos de Conadi, Sernatur y el aporte privado de las minaras El Abra, Meridian y Codelco Norte. Su administración inicial estuvo a cargo de las comunidades de Toconce y Caspana.
En el año 2013 se realizan nuevas inversiones por parte de las propias comunidades de Toconce y Caspana, que permitieron mejorar la piscina natural de aguas termales y la implementación de camarines para los visitantes.

## Seguridad
Seguridad en el Campo Geotérmico

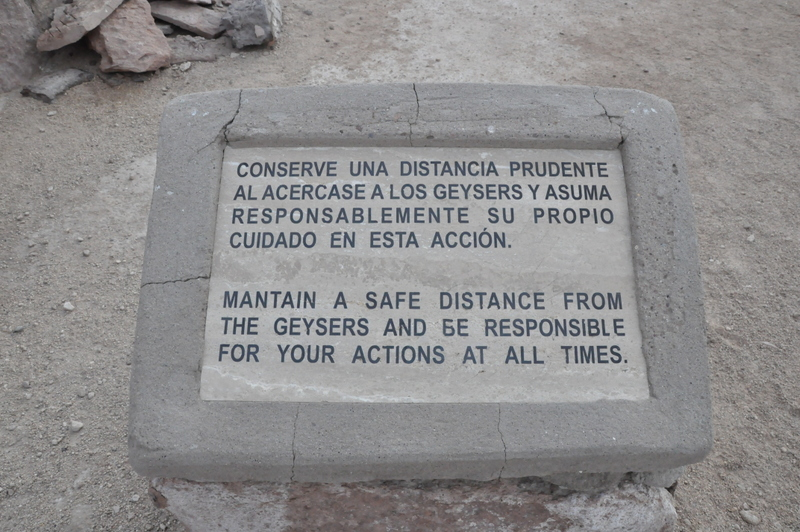
Señal de seguridad en el acceso al campo geotérmico.

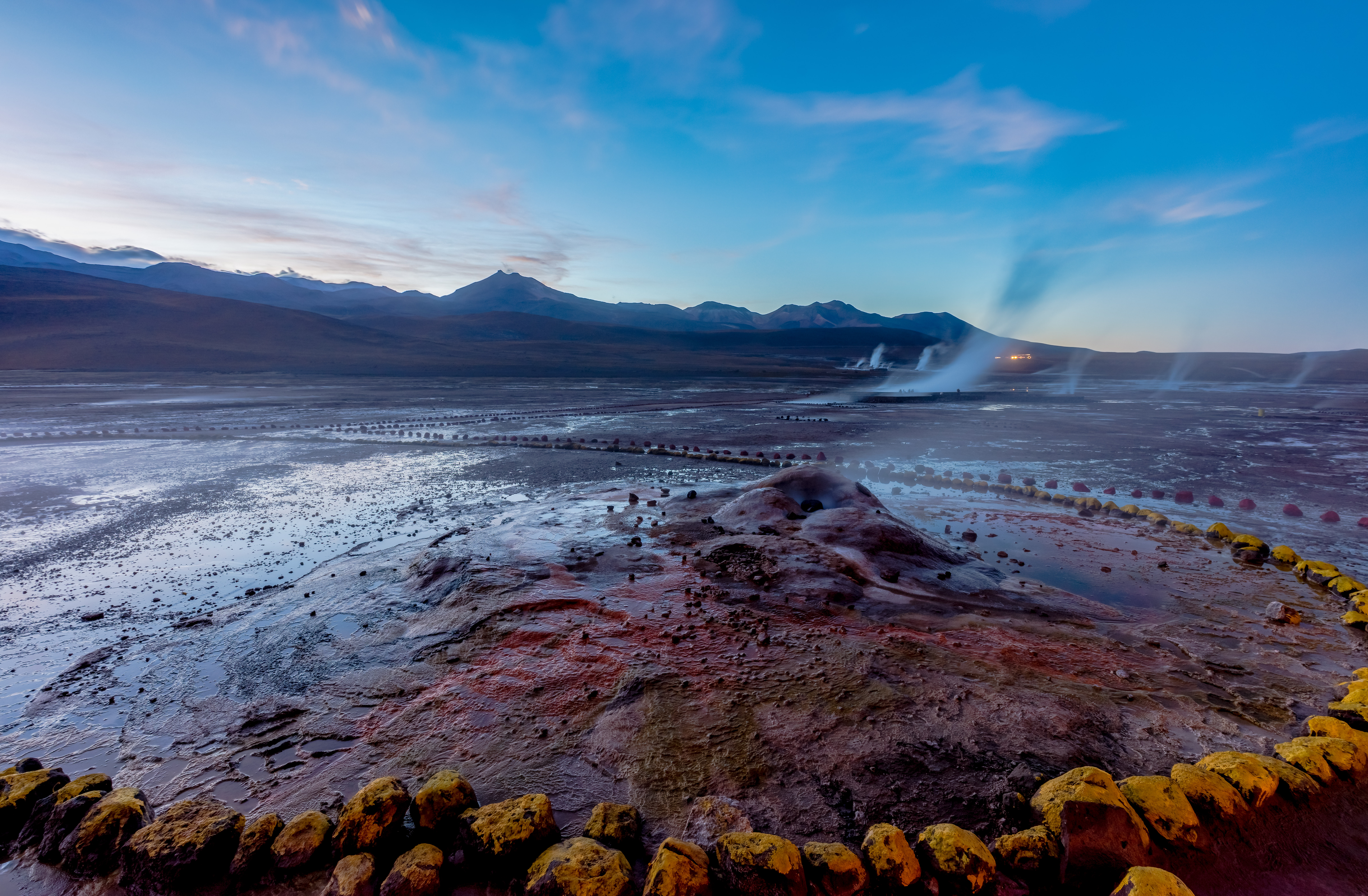
Géiser delimitado con piedras como medida de seguridad para los visitantes.

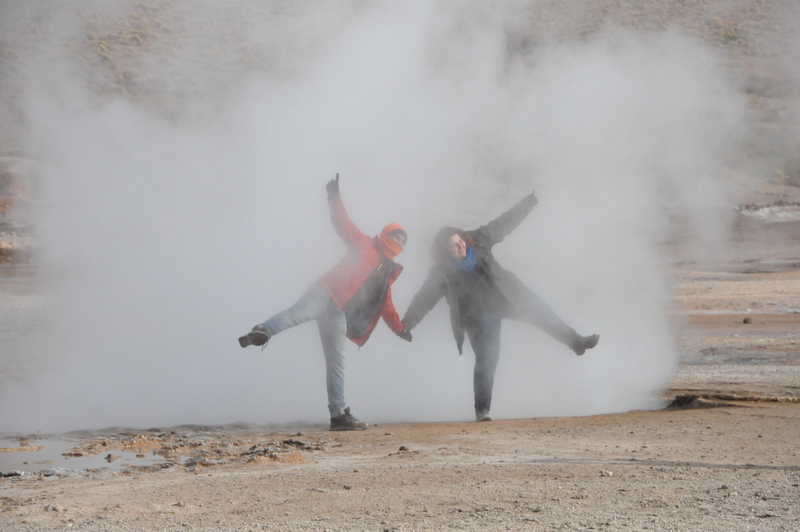
Turistas realizado acciones riesgosas junto a un pozo de agua caliente.

Tras los accidentes ocurridos el año 2003 donde algunos turistas resultaron con quemaduras graves y por la presión ejercida por los medios de comunicación que expusieron las deficientes condiciones de seguridad y demostraron un recuento de al menos 10 accidentes graves en un período de 5 años, así como la falta de servicios higiénicos, el Gobierno Regional de Antofagasta decidió realizar una inversión a través del Fondo Regional de Desarrollo Regional (FNDR).
Las nuevas medidas de seguridad en los Géiseres del Tatio fueron inauguradas en julio del año 2003 y consistió en la instalación de señales de seguridad en español e inglés, demarcación de senderos y creación de espacios para estacionamientos.
Pese a lo anterior se registró un accidente fatal el agosto del año 2004 producto de la imprudencia de un visitante. Otro accidente grave ocurrió debido al descuido cometido por un turista británico en enero de 2006.
El año 2009 se cuestiona nuevamente la seguridad del recinto para los visitantes, esta vez por los daños generados por la exploración geotérmica, que generó una fuga de vapor que generó una fumarola artificial, tanto la propia comunidad que administra como el Municipio de Calama evaluaron la posibilidad de cierre frente al riesgo que esto significaba para el turismo, indicándose que para esa fecha existían 40 empresas que operaban llevando turistas hasta este atractivo.
Tras un accidente ocurrido el 8 de octubre de 2015, donde una turista belga resultó con el 85% del cuerpo quemado tras caer a uno de los pozos, el campo geotérmico fue cerrado para evaluar las medidas de seguridad del recinto y las señales de seguridad que se encuentran instaladas a fin de evaluar y evitar futuros accidentes. Este hecho dejó en evidencia la falta de seguridad existente en el parque geotérmico y las debilidades para poder enfrentar emergencias similares. La comunidad que administra el lugar aseguró que se realizarán cambios para evitar nuevos accidentes a futuro. En la misma fecha se dio a conocer la denuncia de turistas respecto a otro accidente ocurrido un mes antes donde el terreno de un sendero cedió por el peso de un visitante, cayendo a las aguas de un géiser subterráneo y generándole serias lesiones.
Antecedentes de seguridad en las empresas
En febrero de 2011 debido a algunas denuncias hacia algunas empresas de turismo aventura que operaban desde San Pedro de Atacama, se realizaron fiscalizaciones a guías y tour operadores en esta comuna. Esta labor fue desarrollada por el Municipio de San Pedro de Atacama, Carabineros de Chile, el Ministerio de Transportes, el Ministerio de Economía y Sernatur; detectandose irregularidades como el no pago de patentes, falta de licencia de conducir o no responder ante eventuales accidentes. Posteriormente, en septiembre de ese año Sernatur y Sernac capacitaron a empresarios y trabajadores del sector turismo respecto a los alcances de la nueva Ley de Turismo y de la Ley de los Derechos de los Consumidores con la finalidad de proteger tanto a visistantes como a los usuarios en general.
A partir de junio de 2013 Sernatur adquiere nuevas atribuciones por ley para supervisar el cumplimiento de los requisitos obligatorios que deben cumplir los prestadores de servicios de turismo aventura. Por ello, en marzo de 2014 se realizó una nueva capacitación dirigida a los prestadores de estas actividades con la finalidad de corregir aquellos servicios que aún no cumplían. Ese mismo mes se realizaron acciones similares en otros puntos de la región.
Estándares de Seguridad
De acuerdo al Reglamento vigente, las actividades de senderismo o hiking que se realizan en los Géiseres del Tatio, corresponden en Chile a actividades de turismo aventura y como tal, estas empresas o prestadores de servicios tienen la obligación de registrarse ante Sernatur y cumplir con estándares de seguridad, entre las que se encuentran, entre otras operar con un máximo de 12 clientes por guía, contar con un Plan de prevención y manejo de riesgos y un Plan de respuestas a emergencias, mientras que por parte de los clientes tienen la obligación de informarse y cumplir con las indicaciones del guía.